# Polizeiruf 110: Abgrund
Abgrund ist ein Fernsehfilm aus der Krimireihe Polizeiruf 110. Die 401. Folge innerhalb der Filmreihe Polizeiruf 110 wurde am 11. Dezember 2022 im Ersten ausgestrahlt. Es ist der 13. und letzte Fall von Kriminalhauptkommissar Adam Raczek und der letzte Auftritt des verstorbenen Schauspielers Fritz Roth. Für Vincent Ross ist es der zweite Fall.

## Handlung
Am Rande eines ehemaligen Braunkohletagebaus in der Nähe eines Sees wird die polnische Geologin Magdalena Nowak tot in einem Waldstück gefunden. Anscheinend wurde sie niedergeschlagen und mit einer Plastiktüte erstickt. Raczek und Ross ermitteln. Nowak war auf dem Weg vom Haus ihres Freundes Tom Grabowski zu ihrem Camper am Rand des Sees. Toms Bruder Dirk, früher Fahrer eines Tagebaubaggers und jetzt Pförtner bei der Tagebaufirma, hatte Streit mit Nowak gehabt. Bei ihren bodengeologischen Untersuchungen für die Nachnutzung des Tagebaus hatte Magdalena Nowak aufgedeckt, dass das Seeufer unsicher ist und nicht bebaut werden darf. Dies betrifft auch ein Grundstück von Tom Grabowski, was ihn zum Verdächtigen werden lässt. Als nach einem Abbruch des Geländes das Skelett von Annett Stolze gefunden wird, die vor über 10 Jahren getötet und offensichtlich hier vergraben wurde, gerät jedoch Grabowskis Bruder in den Focus der Ermittlungen, denn Stolze war Kellnerin im Dorfgasthof, als auch Dirk Grabowski dort im Tagebau arbeitete. Der Gasthof existiert noch heute und die Ermittler erfahren von einem Ferienlager, das bis 1990 hier existiert hatte. Dort war vor 20 Jahren ein sechzehnjähriges Mädchen ums Leben gekommen.
Die Todesumstände der Opfer Nowak und Stolze lassen Raczek und Ross von einem Serientäter ausgehen. Die Grabowskibrüder  haben allerdings ein Alibi, denn in dem Sommer, wo Stolze verschwunden war, hatten die beiden Urlaub in Frankreich gemacht. Ein starker Verdacht fällt nun auf Andreas Franke, dem damaligen Chef von Annett Stolze, nachweislich hatte er Kameras in den Zimmern seiner Angestellten und Gäste versteckt, um sie heimlich zu beobachten. Für Raczek ist der Fall klar, jedoch hat Ross Zweifel. Ihr Verhältnis zueinander war schon seit Beginn des Nowak-Falls angespannt und hat sich nicht gebessert. Raczek wirkte oft abwesend und leicht desinteressiert und wie es aussieht ist er tablettensüchtig, weil er an Schlaflosigkeit leidet und ihn immer öfter Panikattacken ereilen, was er bisher geheim halten konnte. Während Ross in alten Archiven über den Todesfall aus dem Ferienlager recherchiert, weil er ihn gern mit ihren aktuellen Fällen im Zusammenhang sehen möchte, übernimmt Raczek allein das Verhör von Franke. Dabei geht er übertrieben hart vor, sodass der Verdächtige einen Kreislaufzusammenbruch erleidet. Raczeks Vorgesetzter legt ihm nahe, eine Auszeit zu nehmen. Missmutig geht er in seine Unterkunft, die er im Dorfgasthof genommen hat. Mit der polnische Kellnerin Ewa Wozniak hatte er sich schon am ersten Tag gut verstanden und es tut ihm gut, dass ihn hier jemand zu verstehen scheint. Als er nachts noch ein wenig spazieren gehen will, wird er plötzlich von einem Unbekannten überfallen, zu Boden geworfen und versucht mit einer Plastiktüte zu ersticken, genau so, wie die beiden Frauen zu Tode gebracht worden waren. Zu seinem Glück kommt ihm Vincent Ross zu Hilfe und rettet ihm so das Leben. Der Täter kann jedoch unerkannt fliehen. Erst jetzt bemerkt Raczek, dass er den Täter nur dabei gestört hatte einen Brand in dem alten Ferienlager zu legen. Als sich Ross in der Ruine umsieht findet er im Keller ein altes Bettgestell und ein Kamerastativ, allerdings auch eine Halskette mit dem Namen „Lisa“. Somit dürfte ein junges Mädchen aus dem Dorf, das schon länger vermisst wird, ebenfalls Opfer des Serienmörders geworden sein.
Raczek sucht nach dem traumatischen Erlebnis die Nähe von Ewa und verbringt die Nacht mit ihr. Am nächsten Morgen kehrt sie von ihrer morgendlichen Joggingrunde nicht zurück. Raczek forscht nach und findet Ewas Haarband am Strand und alarmiert Ross, damit er die Fahndung auslöst. Dieser hat bei seinen Recherchen Hinweise gefunden, die zum Dorfpfarrer Simon Bredow führen, der zu allen bisher bekannten Opfern Kontakt hatte. Als sie ihn vernehmen wollen, hat er sich gerade versucht zu erhängen, lebt aber noch und wird in die Klinik gebracht. Wieder bei Bewusstsein sagt er aus, nichts mit den toten Frauen zu tun zu haben, er sei nur schuld am Tod des Mädchens im Ferienlager gewesen, weil er ihr nicht geholfen hätte, als sie vor ihm weggerannt sei und dann nach einem Sturz erstickt war.
Ein Foto bringt den Verdacht der Ermittler zurück zu Dirk Grabowski und sein Bruder räumt ein, ihm ein falsches Alibi gegeben zu haben. Obwohl die Ermittler den Täter dicht auf den Fersen sind, können sie nicht verhindern, dass er auch Ewa mit einer Plastiktüte erstickt, bevor er sich selbst durch einen Sprung in die Tiefe tötet.
Raczek kann dies nicht verwinden und quittiert den Polizeidienst, indem er sich bei Ross bedankt und ihm Dienstausweis und Waffe zurücklässt.

## Hintergrund
Der Film wurde unter dem Arbeitstitel Da, wo wir nicht sind vom 1. März 2022 bis zum 2. April 2022 in Berlin sowie  u. a. in Lichterfeld, Gröben, Treuenbrietzen und Saarmund in Brandenburg gedreht.
Neben dem Abschied von Kommissar Raczek als Ermittler im Polizeiruf, war dies auch der letzte Film mit Fritz Roth als Wachtmeister Wolfgang Neumann, „der im August 2022 im Alter von nur 67 Jahren nach langer Krankheit, die ihm bei seinem letzten Einsatz vor der Kamera deutlich anzusehen ist“, verstarb.

## Rezeption

### Kritiken
Für tittelbach.tv wertete Martina Kalweit: „Abgrund“ „bringt zwei Abschiede mit sich und gewinnt durch den erneut starken Auftritt des Neuzugangs im Ermittlerteam. In der visuellen Umsetzung holt das Tagebau-Drama viel raus. Dazu spielt Regisseur Stephan Rick in seinem dritten Beitrag zur Reihe mit Versatzstücken aus dem Horror-Genre, ohne zu überdrehen. Der Krimi fällt gegen die gekonnte Machart etwas ab. Nicht zu viel gewollt und das, was ist, bestens verpackt.“
Claudia Tieschky von der  Süddeutschen Zeitung schrieb: „In diesem Polizeiruf 110 ist die Gegenwart so brüchig wie das schlecht verdichtete Ufer am großen künstlichen See beim ehemaligen Braunkohle-Tagebau bei Fehlow. […] Es ist ein zutiefst moralischer, also ein großer Film.“
Bei Tatort-Fans hieß es: „Adam Raczeks Einsätze im ‚Polizeiruf‘ aus Brandenburg waren zumeist sehr sehenswerte Fernsehkrimis. So auch dieser letzte Fall, der zwar ein paar dramaturgische Hänger hat, die man aber leicht aushält, wenn man wissen will, wer denn nun wirklich der Mörder ist. Da legt das Drehbuch geschickt einige falsche Fährten. Allerdings hätte die Thematik rund um den Strukturwandel in der Lausitz noch intensiver ausgeleuchtet werden können; hier bildet sie zumeist die bloße Kulisse für den Mordfall. Auch die depressiven Schübe, unter denen Raczek plötzlich leidet, wirken wie absichtlich in den Plot hineingeschrieben, um seinen Ausstieg zu motivieren – leider etwas zu offensichtlich. Insgesamt aber dennoch ein würdiger Abschied für Adam Raczek – und eigentlich schade, dass seine Partnerschaft mit Vincent Ross nach nur zwei Folgen endet.“
Kino.de urteilte: „Die radikale Neuerfindung von Adam Raczek hielt nur einen kurzen Augenblick, was auch in Hinsicht auf seine Abschiedsfolge zu bedauern ist. Zwar ist das derangierte Verhalten des taumelnden Beamten etwas dick aufgetragen, das Zusammenspiel zwischen Lucas Gregorowicz und André Kaczmarczyk stimmt aber auch diesmal. Hinzu kommt die feine Kameraarbeit von Felix Cramer, die aus ihrer beeindruckenden Naturkulisse das Maximum herausholt.“

### Einschaltquoten
Bei der Erstausstrahlung von Polizeiruf 110: Abgrund am 11. Dezember 2022 verfolgten in Deutschland insgesamt 7,76 Millionen Zuschauer die Filmhandlung, was einem Marktanteil von 25,3 Prozent für Das Erste entsprach. In der als Hauptzielgruppe für Fernsehwerbung deklarierten Altersgruppe von 14–49 Jahren erreichte Abgrund 1,2 Millionen Zuschauer und damit einen Marktanteil von 16,7 Prozent in dieser Altersgruppe.